# Чемпионат Мексики по футболу
Чемпионат Мексики по футболу (исп. Liga MX, «ли́га э́ме-э́кис») — главный турнир для мексиканских футбольных клубов, проводящийся среди клубов Лиги МХ, высшего дивизиона системы футбольных лиг Мексики. Текущим спонсором лиги является банк BBVA Bancomer, поэтому полное коммерческое название лиги — «Лига Банко́мер МХ» (Liga Bancomer MX).
Турнир является неоспоримо сильнейшим в регионе КОНКАКАФ среди всех национальных первенств. Клубы имеют солидные бюджеты, что делает первенство привлекательным в том числе и для футболистов из-за рубежа, даже для ведущих игроков таких сборных, как Аргентина, Уругвай или Парагвай. Сила мексиканского чемпионата и высокий уровень зарплаты для футболистов справедливо обусловили тот факт, что мало кто из игроков национальной сборной стремится уехать играть в Европу; исключений мало, самые заметные из них — Уго Санчес, Рафаэль Маркес и Хавьер Эрнандес.
После окончания сезона 2011/12 лига официально изменила название с «Примера Дивисьон де Мехико» на «Лига МХ».
Исторически клубами принято отсчитывать только те чемпионства, которые они завоевали уже в профессиональную эпоху.

## История
Футбольные чемпионаты в Мексике проводятся с сезона 1902/03, однако любительские титулы ныне существующих клубов не суммируются с профессиональными. С сезона 1943/44 в мексиканском футболе был введён профессионализм. Как правило, сезонность в турнире соблюдается европейская, то есть первая половина сезона проходит во второй половине календарного года, а завершается ближе к середине следующего календарного года.
До сезона 1949/50 включительно элитный дивизион назывался «Главная лига» (исп. Liga Mayor), в последующие годы — «Первый дивизион» (Primera Division). До сезона 1995/96 включительно за сезон в Мексике выявлялся один чемпион. Исключением были дополнительный чемпионат Мексики 1970 года, начавшийся по окончании сезона 1969/70 и завершившийся уже после окончания чемпионата мира 1970 года, а также два чемпионата 1985 и 1986 годов, которые также были учреждены в связи с предстоявшим в стране мундиалем.
До 1970 года чемпион страны определялся в обычном двухкруговом турнире. После экстра-чемпионата 1970 участники первенства разбивались на две группы. В 1971 году чемпиона определили только победители групп, до 1975 года в полуфинал чемпионата выходили по две лучшие команды групп. С сезона 1975/76 20 участников Примеры разбивались на четыре группы, по две лучшие от каждой выходили в следующую стадию и далее в плей-офф либо в финальном турнире определялся чемпион страны (в разные сезоны система варьировалась). В коротком чемпионате México-86 команды были разбиты на две группы, в 1/4 финала выходили по четыре лучших от каждой из них.
Выявление чемпиона в матче «Америка»-«Гвадалахара» 17 августа 1986 года (второй финальный матч) закончилось уникальным случаем — судья Антонио Маркес на 71 минуте матча («Америка» вела в счёте 1:0) удалил всех 22 игроков за участие в коллективной драке. Матч так и не был доигран.
В сезоне 1996/97 в Мексике стали определять по два победителя чемпионата. В первой половине сезона определялся зимний чемпион (Torneo Invierno), поскольку турнир завершался в декабре, а во второй — летний чемпион (Torneo Verano), соответственно, завершавшийся в июне или мае (в случае проведения в середине года крупных турниров, например, чемпионата мира). В целом, система определения чемпиона оставалась прежней — команды разбивались на четыре группы, определявшие участников четвертьфинала первенства и далее следовал плей-офф.
В сезоне 2002/03 Зимний чемпионат был переименован в Апертуру, Летний чемпионат — в Клаусуру. В сезоне 2004/05 число участников сократилось до 18, команды разбились на три группы по шесть, плей-офф с 1/4 финала сохранился. С сезона 2011/12 дробление на группы было отменено. Как и прежде, команды проводили 17 туров в групповой стадии, но очки стали заноситься в единую турнирную таблицу. Лучшая восьмёрка попадает в плей-офф (Лигилью). Эта система действует по настоящий момент.
В случае одинакового количества набранных очков действуют следующие критерии определения положения команд: лучшая разница забитых и пропущенных мячей; большее количество забитых мячей; результаты личных встреч; большее количество мячей, забитых на выезде; лучшее положение в таблице коэффициентов; положение в таблице Fair play; жребий. Места, занятые клубами, участвующими в финальном этапе, определяются положением в общей таблице.

### Национальные кубки
С 2012 года в Кубке Мексики по футболу принимают участие 28 команд: 14 клубов Лиги МХ и 14 клубов Ассенсо МХ. Так как в Высшей лиге выступает 18 мексиканских клубов, то первые четыре команды прошлого сезона, участвующие в главном североамериканском международном клубном чемпионате не принимают участие в розыгрыше национального кубка. Розыгрыш турнира проходит во время чемпионата.
Новосозданный в 2012 году Суперкубок Мексики по футболу дает право сыграть в финале как чемпиону Лиги МХ прошедшего сезона, так и чемпиону Ассенсо МХ предыдущего сезона.

### Континентальные кубки
Первые четыре команды Апертуры и Клаусуры получают места в Лиге Чемпионов КОНКАКАФ. Следующие три команды чемпионата, не участвующие в Лиге Чемпионов, принимают участие в Кубке Либертадорес. До 2009 года три лучшие команды Апертуры, не играющие в Лиге чемпионов и Кубке Судамерикана, участвовали в Кубке Либертадорес, а две лучшие команды чемпионата Клаусуры, не играющие в Континентальном турнире Северной Америки и Кубке Либертадорес, участвовали в Кубке Судамерикана. Представители КОНКАКАФ приняли решение запретить командам Мексики участвовать в розыгрыше Южноамериканского кубка, чтобы Федерация Мексики смогла сосредоточиться на Лиге чемпионов североамериканского континента.

### Порядок ротации команд в лиге
Ежегодно, одна команда с наихудшим коэффициентом за последние три года (шесть турниров) в Лиге МХ понижается в Ассенсо МХ. Коэффициент каждой команды высчитывается путём деления общего количества очков, набранных командой за последние три года, на количество матчей, сыгранных командой в регулярных чемпионатах за последние три года.
На место пониженной команды, из Ассенсо МХ выходит команда, выигравшая двухматчевый турнир между победителями Апертуры и Клаусуры Ассенсо МХ. В ряде случаев по разным причинам обмена командами между дивизионами не было. В последний раз это случилось по завершении сезона 2017/18.
Для того, чтобы сгладить финансовые последствия, вызванные пандемией новой коронавирусной инфекции, 24 апреля 2020 года Федерация футбола Мексики приняла решение отменить переход команд между Примерой и Ассенсо MX на шесть сезонов.

## Состав участников на сезон 2022/2023
| Клуб              | Город, штат                      | Стадион                  | Вместимость |
| ----------------- | -------------------------------- | ------------------------ | ----------- |
| Америка           | Мехико                           | Ацтека                   | 87 523      |
| Атлас             | Гвадалахара, Халиско             | Халиско                  | 56 713      |
| Атлетико Сан-Луис | Сан-Луис-Потоси, Сан-Луис-Потоси | Альфонсо Ластрас Рамирес | 25 709      |
| Веракрус          | Веракрус, Веракрус               | Луис «Пирата» Фуэнте     | 30 000      |
| Гвадалахара       | Гвадалахара, Халиско             | Омнилайф                 | 49 850      |
| Керетаро          | Сантьяго-де-Керетаро, Керетаро   | Коррехидора              | 34 130      |
| Крус Асуль        | Мехико                           | Асуль                    | 35 161      |
| Леон              | Леон-де-лос-Альдама, Гуанахуато  | Леон                     | 33 943      |
| Масатлан          | Масатлан, Синалоа                | Масатлан                 | 25 000      |
| Монтеррей         | Монтеррей, Нуэво-Леон            | ББВА Банкомер            | 51 000      |
| Некакса           | Агуаскальентес, Агуаскальентес   | Виктория                 | 25 494      |
| Пачука            | Пачука-де-Сото, Идальго          | Идальго                  | 30 000      |
| Пуэбла            | Пуэбла-де-Сарагоса, Пуэбла       | Куаутемок                | 46 648      |
| Сантос Лагуна     | Торреон, Коауила                 | Корона                   | 30 000      |
| Тихуана           | Тихуана, Нижняя Калифорния       | Кальенте                 | 24 000      |
| Толука            | Толука-де-Лердо, Мехико          | Немесио Диес             | 27 000      |
| УАНЛ Тигрес       | Монтеррей, Нуэво-Леон            | Университарио            | 42 000      |
| УНАМ Пумас        | Мехико                           | Олимпико Университарио   | 68 584      |
| Хуарес            | Сьюдад-Хуарес, Чиуауа            | Бенито Хуарес            | 22 300      |

## Чемпионы и вице-чемпионы по сезонам
| Год     | Чемпион      | Финалист                |
| ------- | ------------ | ----------------------- |
| 1943/44 | Астуриас     | Реал Эспанья            |
| 1944/45 | Реал Эспанья | Пуэбла                  |
| 1945/46 | Веракрус     | Атланте                 |
| 1946/47 | Атланте      | Леон                    |
| 1947/48 | Леон         | Оро                     |
| 1948/49 | Леон         | Атлас                   |
| 1949/50 | Веракрус     | Атланте                 |
| 1950/51 | Атлас        | Атланте                 |
| 1951/52 | Леон         | Гвадалахара             |
| 1952/53 | Тампико      | Сакатепек               |
| 1953/54 | Марте        | Оро                     |
| 1954/55 | Сакатепек    | Гвадалахара             |
| 1955/56 | Леон         | Оро                     |
| 1956/57 | Гвадалахара  | Толука                  |
| 1957/58 | Сакатепек    | Толука                  |
| 1958/59 | Гвадалахара  | Леон                    |
| 1959/60 | Гвадалахара  | Америка                 |
| 1960/61 | Гвадалахара  | Оро                     |
| 1961/62 | Гвадалахара  | Америка                 |
| 1962/63 | Оро          | Гвадалахара             |
| 1963/64 | Гвадалахара  | Америка                 |
| 1964/65 | Гвадалахара  | Оро                     |
| 1965/66 | Америка      | Атлас                   |
| 1966/67 | Толука       | Америка                 |
| 1967/68 | Толука       | УНАМ Пумас              |
| 1968/69 | Крус Асуль   | Гвадалахара             |
| 1969/70 | Гвадалахара  | Крус Асуль              |
| 1970    | Крус Асуль   | Гвадалахара             |
| 1970/71 | Америка      | Толука                  |
| 1971/72 | Крус Асуль   | Америка                 |
| 1972/73 | Крус Асуль   | Леон                    |
| 1973/74 | Крус Асуль   | Атлетико Эспаньол       |
| 1974/75 | Толука       | Леон                    |
| 1975/76 | Америка      | Универсидад Гвадалахара |
| 1976/77 | УНАМ Пумас   | Универсидад Гвадалахара |
| 1977/78 | УАНЛ Тигрес  | УНАМ Пумас              |
| 1978/79 | Крус Асуль   | УНАМ Пумас              |
| 1979/80 | Крус Асуль   | УАНЛ Тигрес             |
| 1980/81 | УНАМ Пумас   | Крус Асуль              |
| 1981/82 | УАНЛ Тигрес  | Атланте                 |
| 1982/83 | Пуэбла       | Гвадалахара             |
| 1983/84 | Америка      | Гвадалахара             |
| 1984/85 | Америка      | УНАМ Пумас              |
| 1985    | Америка      | Тампико Мадеро          |
| 1986    | Монтеррей    | Тампико Мадеро          |
| 1986/87 | Гвадалахара  | Крус Асуль              |
| 1987/88 | Америка      | УНАМ Пумас              |
| 1988/89 | Америка      | Крус Асуль              |
| 1989/90 | Пуэбла       | Универсидад Гвадалахара |
| 1990/91 | УНАМ Пумас   | Америка                 |
| 1991/92 | Леон         | Пуэбла                  |
| 1992/93 | Атланте      | Монтеррей               |
| 1993/94 | УАГ          | Сантос Лагуна           |
| 1994/95 | Некакса      | Крус Асуль              |
| 1995/96 | Некакса      | Атлетико Селая          |

| Год                | Чемпион                  | Финалист         |
| ------------------ | ------------------------ | ---------------- |
| 1996 Зима          | Сантос Лагуна            | Некакса          |
| 1997 Лето          | Гвадалахара              | Торос Неса       |
| 1997 Зима          | Крус Асуль               | Леон             |
| 1998 Лето          | Толука                   | Некакса          |
| 1998 Зима          | Некакса                  | Гвадалахара      |
| 1999 Лето          | Толука                   | Атлас            |
| 1999 Зима          | Пачука                   | Крус Асуль       |
| 2000 Лето          | Толука                   | Сантос Лагуна    |
| 2000 Зима          | Монаркас Морелия         | Толука           |
| 2001 Лето          | Сантос Лагуна            | Пачука           |
| 2001 Зима          | Пачука                   | УАНЛ Тигрес      |
| 2002 Лето          | Америка                  | Некакса          |
| 2002 Апертура      | Толука                   | Монаркас Морелия |
| 2003 Клаусура      | Монтеррей                | Монаркас Морелия |
| 2003 Апертура      | Пачука                   | УАНЛ Тигрес      |
| 2004 Клаусура      | УНАМ Пумас               | Гвадалахара      |
| 2004 Апертура      | УНАМ Пумас               | Монтеррей        |
| 2005 Клаусура      | Америка                  | УАГ Текос        |
| 2005 Апертура      | Толука                   | Монтеррей        |
| 2006 Клаусура      | Пачука                   | Сан-Луис         |
| 2006 Апертура      | Гвадалахара              | Толука           |
| 2007 Клаусура      | Пачука                   | Америка          |
| 2007 Апертура      | Атланте                  | УНАМ Пумас       |
| 2008 Клаусура      | Сантос Лагуна            | Крус Асуль       |
| 2008 Апертура      | Толука                   | Крус Асуль       |
| 2009 Клаусура      | УНАМ Пумас               | Пачука           |
| 2009 Апертура      | Монтеррей                | Крус Асуль       |
| 2010 Бисентенарио  | Толука                   | Сантос Лагуна    |
| 2010 Апертура      | Монтеррей                | Сантос Лагуна    |
| 2011 Клаусура      | УНАМ Пумас               | Монаркас Морелия |
| 2011 Апертура      | УАНЛ Тигрес              | Сантос Лагуна    |
| 2012 Клаусура      | Сантос Лагуна            | Монтеррей        |
| 2012 Апертура      | Тихуана                  | Толука           |
| 2013 Клаусура      | Америка                  | Крус Асуль       |
| 2013 Апертура      | Леон                     | Америка          |
| 2014 Клаусура      | Леон                     | Пачука           |
| 2014 Апертура      | Америка                  | УАНЛ Тигрес      |
| 2015 Клаусура      | Сантос Лагуна            | Керетаро         |
| 2015 Апертура      | УАНЛ Тигрес              | УНАМ Пумас       |
| 2016 Клаусура      | Пачука                   | Монтеррей        |
| 2016 Апертура      | УАНЛ Тигрес              | Америка          |
| 2017 Клаусура      | Гвадалахара              | УАНЛ Тигрес      |
| 2017 Апертура      | УАНЛ Тигрес              | Монтеррей        |
| 2018 Клаусура      | Сантос Лагуна            | Толука           |
| 2018 Апертура      | Америка                  | Крус Асуль       |
| 2019 Клаусура      | УАНЛ Тигрес              | Леон             |
| 2019 Апертура      | Монтеррей                | Америка          |
| 2020 Клаусура      | турнир досрочно завершён |                  |
| 2020 Защитники     | Леон                     | УНАМ Пумас       |
| 2021 Защ. Клаусура | Крус Асуль               | Сантос Лагуна    |
| 2021 Апертура      | Атлас                    | Леон             |
| 2022 Клаусура      | Атлас                    | Пачука           |

## Чемпионские титулы по клубам
| Клуб                                        | Титулы | 2-е места |
| ------------------------------------------- | ------ | --------- |
| Америка (Мехико)                            | 14     | 10        |
| Гвадалахара                                 | 12     | 9         |
| Толука                                      | 10     | 7         |
| Крус Асуль (Мехико)                         | 8      | 11        |
| Леон                                        | 8      | 7         |
| УНАМ Пумас (Мехико)                         | 7      | 8         |
| УАНЛ Тигрес (Монтеррей)                     | 8      | 5         |
| Сантос Лагуна (Торреон)                     | 6      | 6         |
| Пачука                                      | 6      | 4         |
| Монтеррей                                   | 5      | 6         |
| Атланте (Мехико / Несахуалькоэтль / Канкун) | 3      | 4         |
| Атлас (Гвадалахара)                         | 3      | 3         |
| Некакса (Мехико / Агуаскальентес)           | 3      | 3         |
| Пуэбла                                      | 2      | 2         |
| Сакатепек                                   | 2      | 1         |
| Веракрус                                    | 2      | 0         |
| Оро (Гвадалахара)                           | 1      | 5         |
| Атлетико Морелия                            | 1      | 3         |
| Эстудиантес Текос (Сапопан)                 | 1      | 1         |
| Реал Эспанья (Мехико)                       | 1      | 1         |
| Астуриас (Мехико)                           | 1      | 0         |
| Тампико                                     | 1      | 0         |
| Марте (Мехико/Куэрнавака)                   | 1      | 0         |
| Тихуана                                     | 1      | 0         |

Курсивом указаны ныне несуществующие клубы.

## Бомбардиры
Информация по состоянию на конец сезона 2020/21
| Игрок                  | Сезоны                        | Голы | Игры |
| ---------------------- | ----------------------------- | ---- | ---- |
| Кабиньо                | 1974—1985 1986—1988           | 312  | 429  |
| Карлос Эрмосильо       | 1983—1989 1990—1998 1999—2001 | 294  | 539  |
| Харед Борхетти         | 1994—2005 2007—2010           | 252  | 475  |
| Хосе Сатурнино Кардосо | 1994—2004                     | 249  | 332  |
| Орасио Касарин         | 1935—1956                     | 238  | 326  |